# Overbuljongterningpakkmesterassistent
Overbuljongterningpakkmesterassistent är ett musikalbum med Øystein Sunde, utgivet 1986 som LP och CD av skivbolaget Musikkproduksjon AS. Jonas Fjeld är en viktig deltagare på albumet.

## Låtlista
Sida 1
1. "Overbuljongterningpakkmesterassistent" – 3:33
2. "Den aller største noen noensinne hadde sett" – 3:10
3. "Gåsemor" – 2:42
4. "Nattoget" – 2:18
5. "En liten beta blues" ("A Little Bit of Blues" – Jerry Reed) – 2:42
6. "Da er rådyra gode" – 3:25

Sida 2
1. "Kaptein Snutebil" – 3:35
2. "Asfaltsjømann" – 3:30
3. "Hummerteiner og krabbefelt" – 3:00
4. "Ikke no' spesielt sted å dra" ("No Particular Place to Go" – Chuck Berry) – 2:08
5. "Sjåfør (skynd deg hjem før det snør)" ("Willie and the Hand Jive" – Johnny Otis) – 4:12
6. "Nå har’u fått meg" ("You Really Got Me" – Ray Davies) – 1:45

- Musik: Øystein Sunde där inget annat anges.
- Norska texter: Øystein Sunde

## Medverkande
Musiker
- Øystein Sunde – sång, gitarr
- Jonas Fjeld – gitarr, bakgrundssång
- Morten Sand – gitarr, steelgitarr
- Bent Bredesen – gitarr (på "Overbuljongterningpakkmesterassistent", "Asfaltsjømann" och "Sjåfør (skynd deg hjem før det snør)", körsång (på "Nå har'u fått meg")
- Johnny Sareussen – basgitarr
- Pål Reinertsen – basgitarr
- Per Kolstad – piano, körsång
- Lasse Hafreager – piano (på "Ikke no' spesielt sted å dra"), munspel (på "Nattoget")
- Dutte – steelgitar (på "Asfaltsjømann")
- Jens Petter Antonsen, Nils Petter Molvær – trumpet (på "Overbuljongterningpakkmesterassistent")
- Sigurd Køhn, Morten Halle – saxofon (på "Overbuljongterningpakkmesterassistent")
- Torbjørn Sunde – trombon (på "Overbuljongterningpakkmesterassistent")
- Per Hillestad – trummor
- Einar Hagerup – trummor (på "Den aller største noen noensinne hadde sett", "Nattoget", "Da er rådyra gode", "Kaptein Snutebil", "Hummerteiner og krabbefelt" och "Ikke no' spesielt sted å dra")
- Hege Schøyen, Kari Gjærum – körsång (på "Overbuljongterningpakkmesterassistent", "Den aller største noen noensinne hadde sett", "Da er rådyra gode", "Kaptein Snutebil", "Asfaltsjømann" och "Sjåfør (skynd deg hjem før det snør)")
- Gro Hallan, Grethe Kausland – körsång (på "Kaptein Snutebil")

Produktion
- Øystein Sunde, Johnny Sareussen – musikproducent
- Inge Holst Jacobsen, Per Sveinson, Svein Tørstad – ljudtekniker
- Dagfinn Tranberg – foto
- Helge Ørbø – omslagskonst